# Negblok

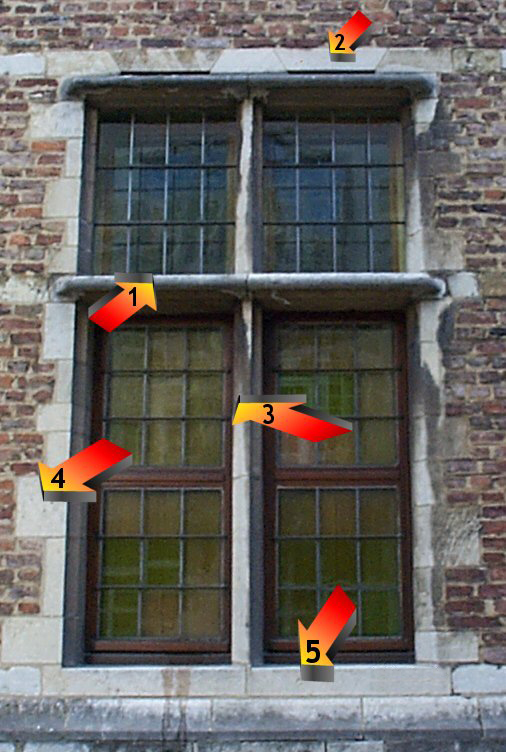
Kruiskozijn met 1) kalf 2) latei 3) penant 4) negblok 5) dorpel

Een negblok of neggenblok is een iets grotere steen te midden van kleinere in de omlijsting van het kozijn. Deze steen zorgt voor een groter verbindingsoppervlak waardoor de omlijsting van een venster steviger verbonden is met de omringende muur. Vaak worden negblokken op regelmatige afstanden van elkaar geplaatst.